# Бурокрылый гуриал
Бурокрылый гуриа́л (лат. Pelargopsis amauroptera) — вид птиц семейства зимородковых. Подвидов не выделяют.

## Описание
Бурокрылый гуриал достигает длины 35—37 см. Один измеренный самец весил 162 г. Половой диморфизм не выражен. У взрослых особей голова и низ тела бледно-оранжевые; спина, крылья и хвост тёмно-коричневые, надхвостье ярко-голубое; клюв алый с тёмным кончиком; радужная оболочка тёмно-коричневая, кожа вокруг глаз красная; ноги и ступни алые с чёрными когтями. Отличается от P. capensis коричневой, а не голубой окраской спины, крыльев и хвоста. У молодых особей на кроющих перьях крыльев и груди зубчатый узор, клюв красный с коричневатым кончиком.
Позывка представляет собой резкое, кудахчущее, повторяющееся «chak-chak-chak-chak-chak», а также короткую, нисходящую последовательность свистков «tree, treew-treew».

## Распространение и места обитания
Бурокрылый гуриал распространён в Азии от восточного побережья Индии (штат Одиша), вдоль побережья и островов в Мьянме, затем на юг, включая архипелаг Мьей, вдоль западного побережья Таиланда и до северо-западной части  Малайского полуострова.
Обитает преимущественно в прибрежных районах, в мангровых зарослях, приливных лесах, на илистых отмелях, в устьях рек и солоноватых ручьях, а также на скалистых берегах. Редко встречается за пределами приливной зоны, но может перемещаться на несколько километров вглубь материка на больших реках. 

## Биология
Бурокрылый гуриал ведёт оседлый образ жизни. В состав рациона входят крабы и рыба. Добычу высматривает с низкой присады в мангровых зарослях; после поимки краба в илистом грунте, возвращается на присаду; ныряет в воду за рыбой; крупную добычу переносит клювом обратно к присаде, ударяет о неё, а затем меняют положение добычи, прежде чем проглотить головой вперёд. Иногда ныряет в прибой за добычей, устраиваясь на песке, чтобы закрепить добычу, пока волны разбиваются о неё. Также он ловит маленьких крабов, которые кишат на илистых отмелях во время отлива.
Биология размножения практически не исследована. В Индии размножается в марте — апреле. Гнездится в норе, вырытой в илистом берегу или обрыве у ручья. Нора шириной 10 см, длиной 30—60 см, заканчивается камерой диаметром 20 см. В кладке 3—4 яйца.